# Czelin
Czelin [ˈt͡ʂɛlin] (trước đây Đức Zellin) là một ngôi làng ở quận hành chính của Gmina Mieszkowice, trong Gryfino County, Zachodniopomorskie, ở tây bắc Ba Lan, gần với Đức biên giới. Nó nằm khoảng 9 kilômét (6 mi) về phía tây nam của Mieszkowice, 58 km (36 mi) phía nam Gryfino và 77 km (48 mi) phía nam thủ đô khu vực Szczecin.
Trước năm 1945, khu vực này là một phần của Đức. Đối với lịch sử của khu vực, xem Lịch sử của Pomerania.
Làng có dân số 420 người.